# BMW E12
Der BMW mit Werkscodebezeichnung E12 ist der erste BMW der 5er-Reihe, das Nachfolgemodell der „Neuen Klasse“, und wurde von Sommer 1972 bis Mitte 1981 produziert.
Mit ihm leitete BMW eine Neuordnung der Modellbenennung ein. Die erste 5er-Reihe wurde nur als viertürige Stufenhecklimousine angeboten.
Die Plattform übernahm BMW im Wesentlichen von der Neuen Klasse: Frontmotor und Hinterradantrieb, einzeln aufgehängte Räder – Vorderräder an MacPherson-Federbeinen und Querlenkern, die hinteren an leicht angestellten Schwingen („Schräglenkerachse“) – Kugelumlauflenkung und hydraulisch betätigte Bremsen (an der Vorderachse Scheibenbremsen, hinten Trommelbremsen bei 518/520/520i, Scheibenbremsen bei 525/528).

## Modellgeschichte

### Allgemeines
Ab 1968 plante BMW den Nachfolger für die Neue Klasse (1800 und 2000). Relativ früh kam man auf den Namen „520“, um eine Brücke zu den Modellen BMW 501 und 502 zu schlagen. Im März 1970 wurde eine von Marcello Gandini für Bertone gestaltete Studie als „BMW 2200TI“ (Garmisch) vorgestellt. Deren rechteckige Doppelscheinwerfer (siehe Bild) wurden 1971 durch runde ersetzt.
 1970 hatte BMW Paul Bracq als Designer eingestellt, der E12 war seine erste Kreation für BMW. Der Luftwiderstandsbeiwert der Karosserie des E12 beträgt cw=0,44.

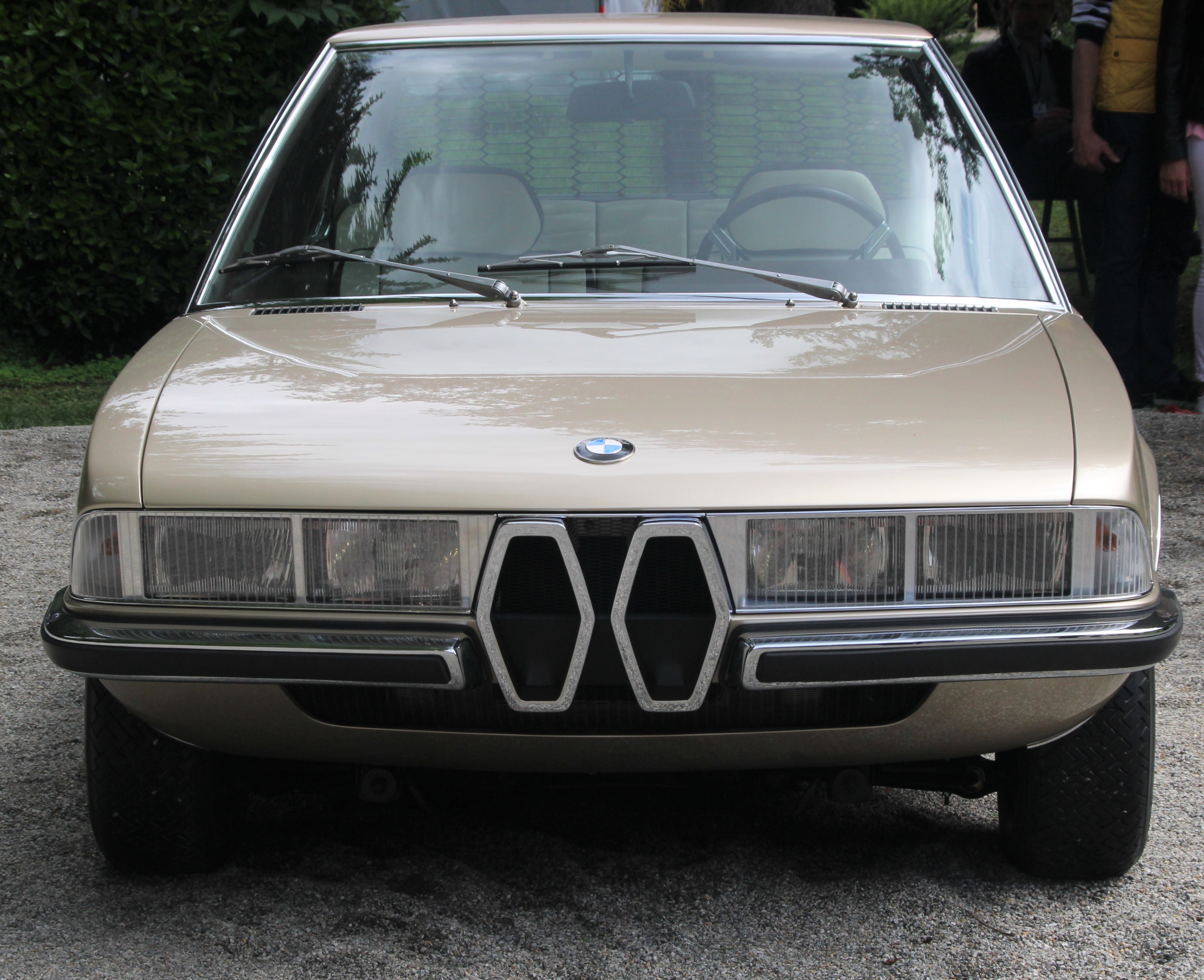
Studie Garmisch (Nachbau von BMW 2019)
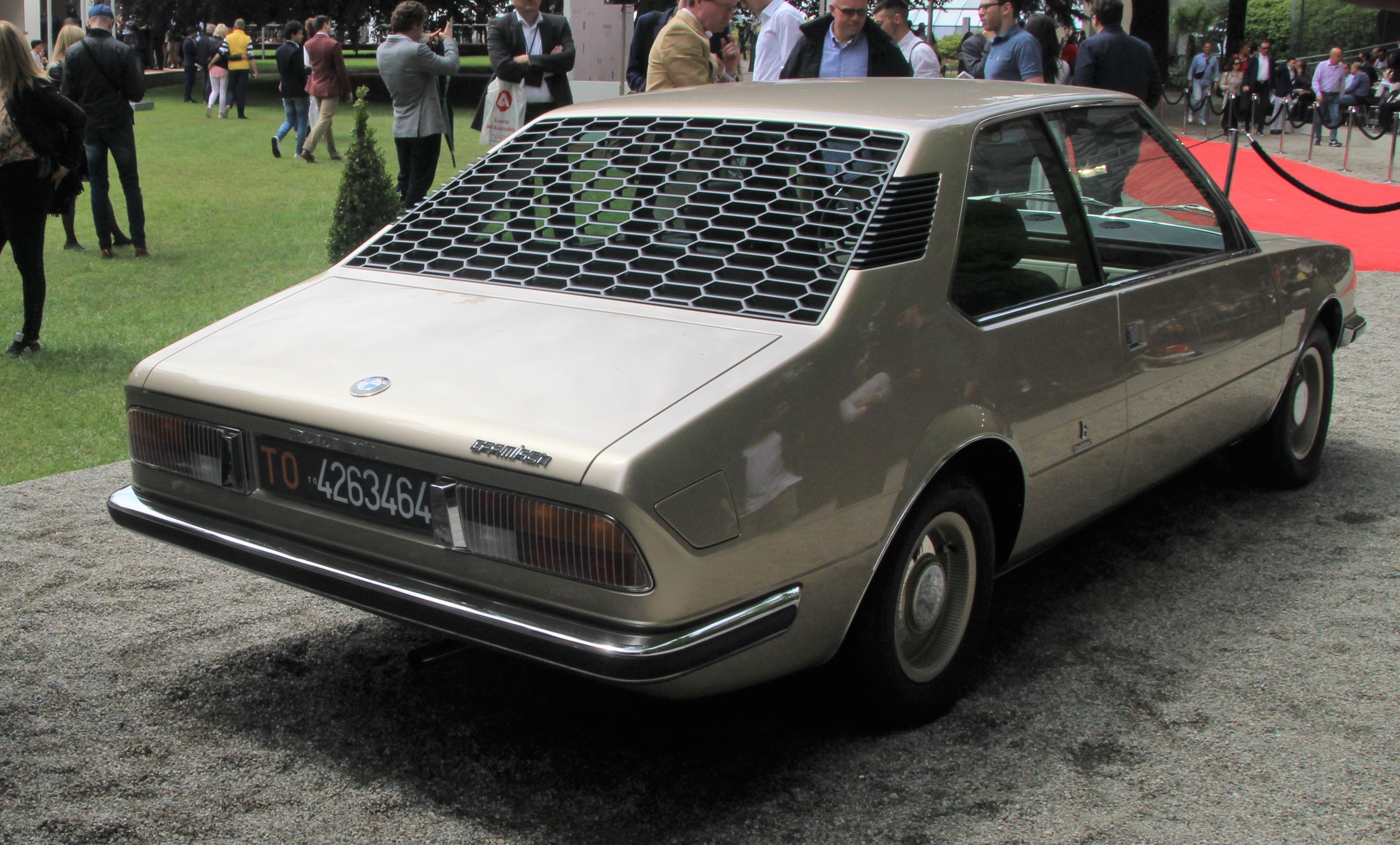
Studie Garmisch, Heckseitenansicht

### Einführung
Im September 1972 führte BMW den nun als 5er-Reihe bezeichneten Wagen ein. Der E12 war der erste BMW, bei dem die Baureihenbezeichnung (in dem Fall eine Fünf) vorne stand. Mitte 1975 folgte ihm der E21 (erste 3er-Reihe) und Anfang 1976 der E24 (erster 6er) in dieser Art.
Das über die Bauzeit erweiterte E12-Motorenprogramm reichte von kleinen 1,8 Liter Hubraum im 518, dessen Motor bereits aus dem BMW 1800 bekannt war, bis hin zu 3,5 Liter Hubraum im gegen Ende der Baureihe in kleiner Auflage gebauten M535i. BMW 518 und BMW 520/520i haben die Vierzylindermotoren des Typs M10, die aber die Dreikugel-Wirbelwannen-Brennraumgestaltung aus dem BMW E3 haben. 1977, nach der Modellpflege, wurde im 520 ein neuer 2,0 l-Sechszylinder (M20) eingesetzt. Die hubraumstärkeren Varianten des 5er-BMWs wurden mit dem großen Sechszylindermotor M30 ausgerüstet. Den Beginn hatte auf der IAA 1973 der 525 mit etwa 2,5 l Hubraum gemacht.

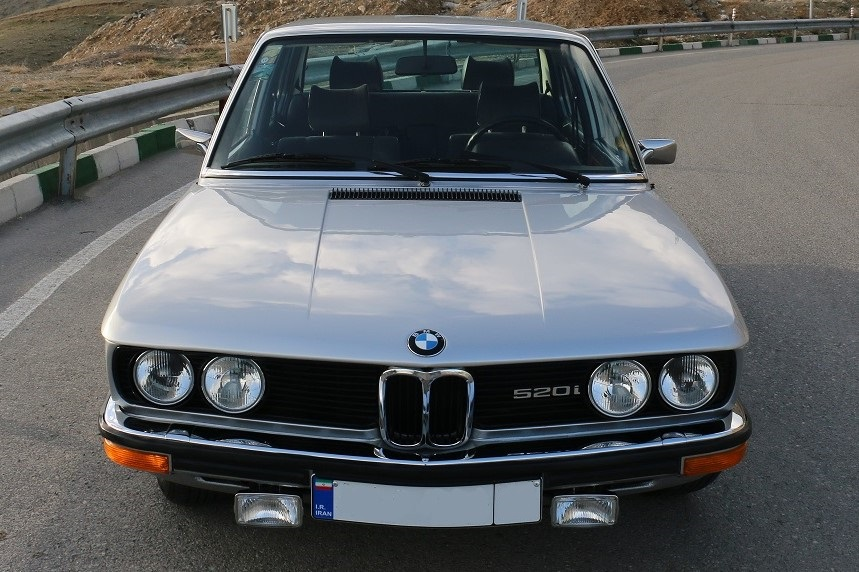
E12, Frontansicht Vierzylinder bis 1976
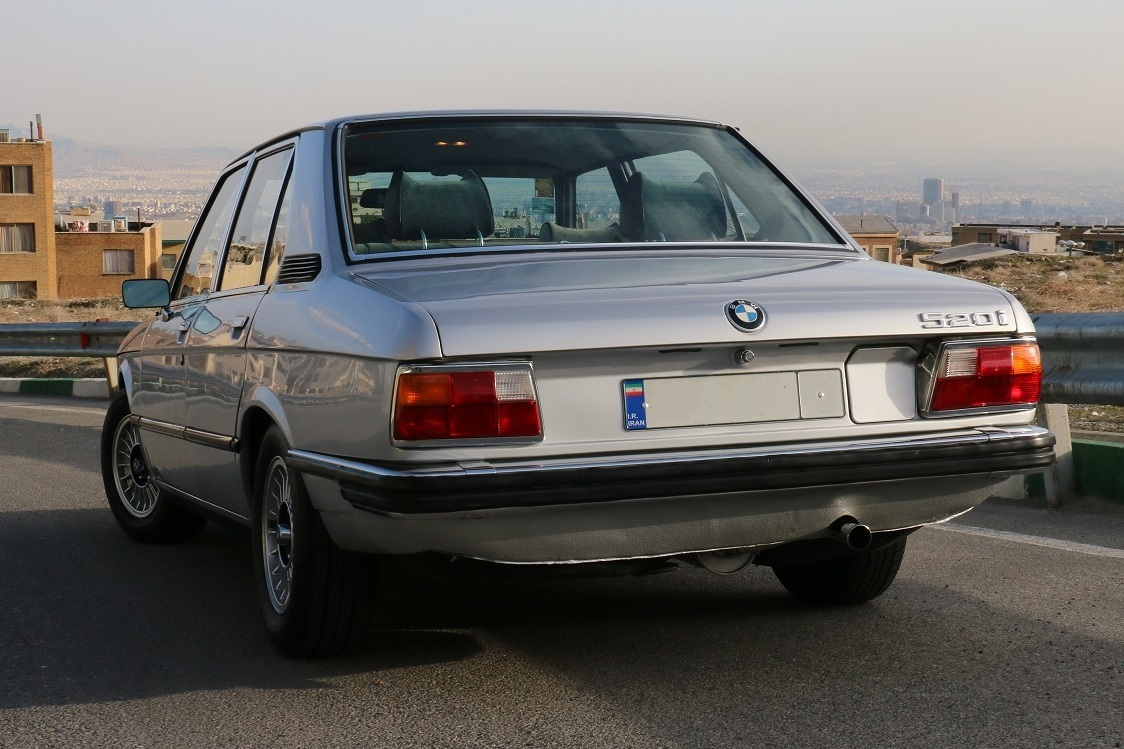
Heckansicht bis 1976
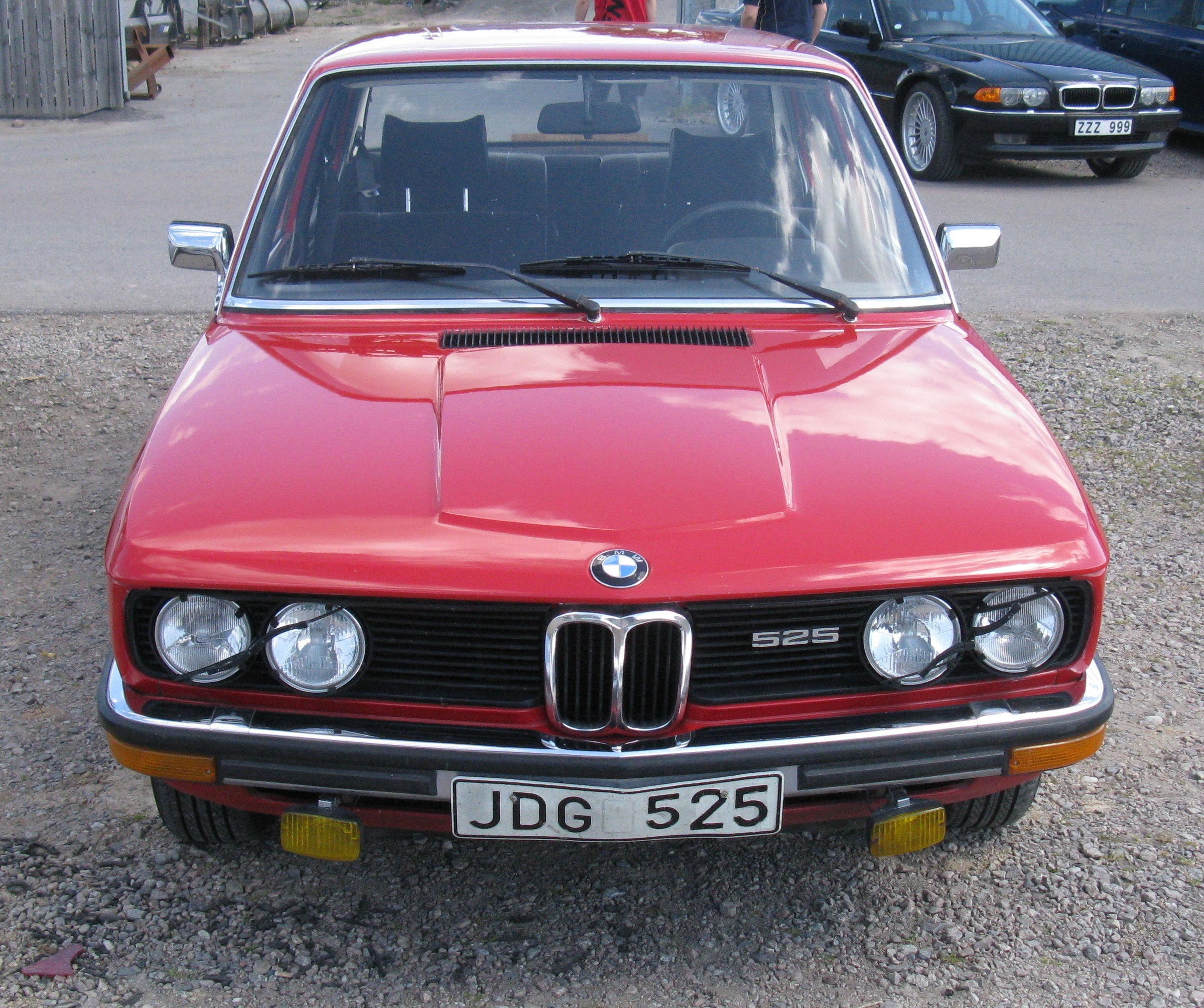
E12, Sechszylinder mit Erhebung auf der Haube, 1973[3] bis 1976
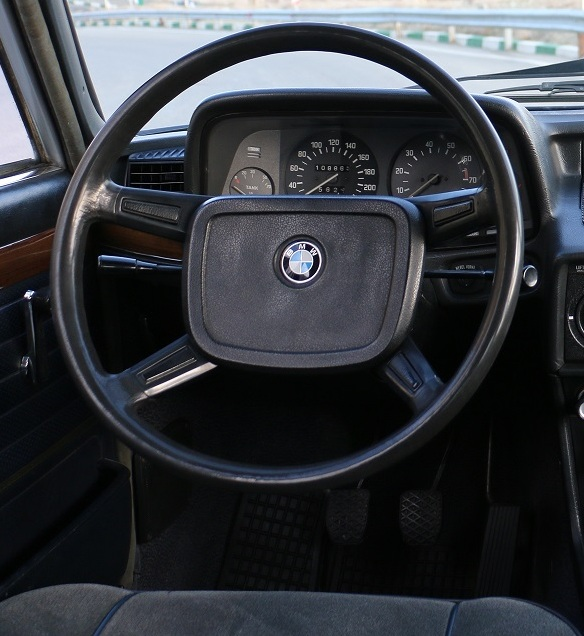
Instrumententräger bis 1976

Äußerlich waren der 525 und 528 durch den erhöhten Bereich in der Mitte der Motorhaube – bei den Vierzylindern war dieser Bereich leicht vertieft – und einen Schriftzug am Kühlergrill kenntlich gemacht. Sie hatten auch hinten Scheibenbremsen.
Einen Dieselmotor gab es beim BMW E12 nicht, da das Unternehmen Dieselmotoren noch nicht im Programm hatte. Die vergleichsweise schwerfälligen Dieselmotoren der 1970er Jahre, größtenteils noch ohne Turbolader, passten nicht in das Konzept von BMW. Erst im Nachfolgemodell E28 wurde ein Dieselmotor vom Typ (M21) angeboten, der vom M20-Motor abgeleitet worden war.
1976 erprobte BMW im E12 den Antrieb durch einen Wasserstoff-Verbrennungsmotor mit vier Zylindern.

### Modellpflege
Im August 1976 kam die Modellpflege des E12: Augenfälligstes Merkmal war die um die BMW-Nieren leicht gewölbte Motorhaube, die jetzt bei allen Motorversionen gleich war. Die Versionen mit M30-Motor bekamen eine Chromumrandung am Kühlergrill.
Die Heckleuchten wurden größer und der Tankeinfüllstutzen wurde zur Vergrößerung der Crashsicherheit vom Heck (rechts neben dem Kennzeichen) in den rechten hinteren Kotflügel verlegt. Der Tankinhalt betrug nun auch für die Vierzylinder 70 l (vorher 56 l).
Im Innenraum waren die vertikalen Luftauslässe jetzt verstellbar; das Lenkrad war mit weichem Kunststoff ummantelt und entsprach in der Form dem der 6er- und 7er-Modelle.
Die Motoren der Modelle 525 und 528 wurden überarbeitet, sie bekamen anstelle des Zenith-Vergasers einen Doppelregistervergaser des Typs Solex 4A1; die Leistung stieg dadurch von 107 auf 110 kW (145 auf 150 PS) beim 525, beim 528 von 121 auf 125 kW (165 auf 170 PS).

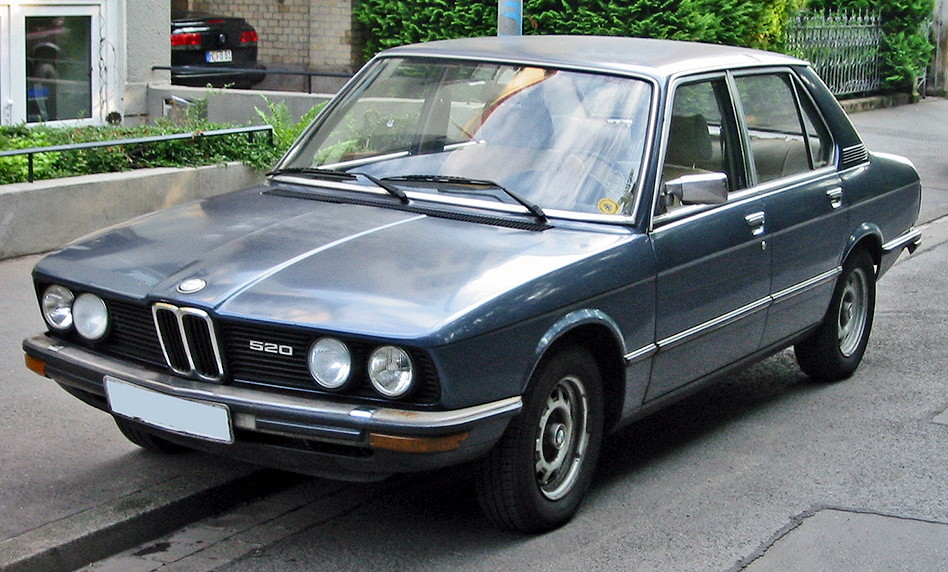
BMW 5er (1976–1981)
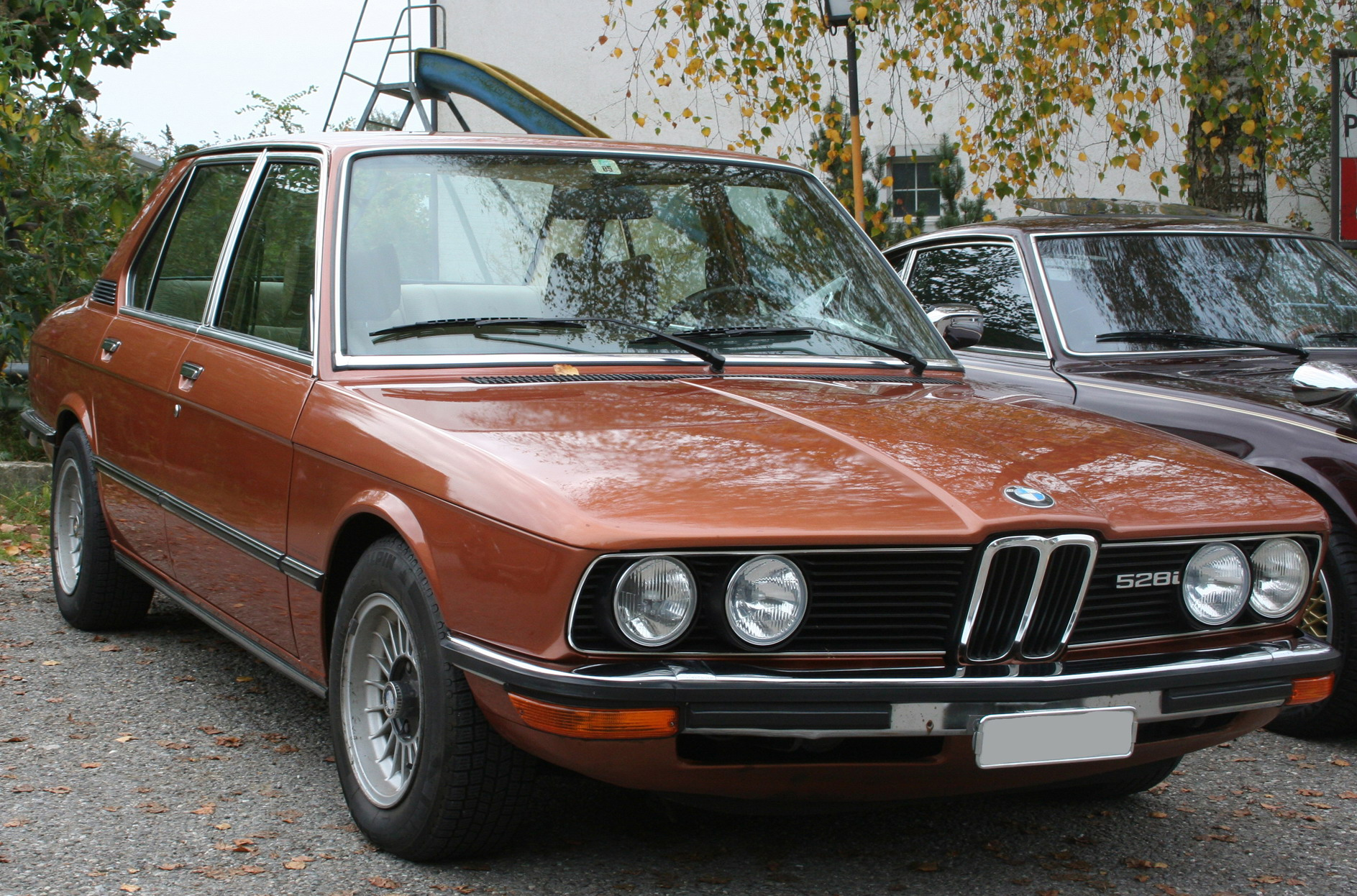
528i nach Modellpflege 1976
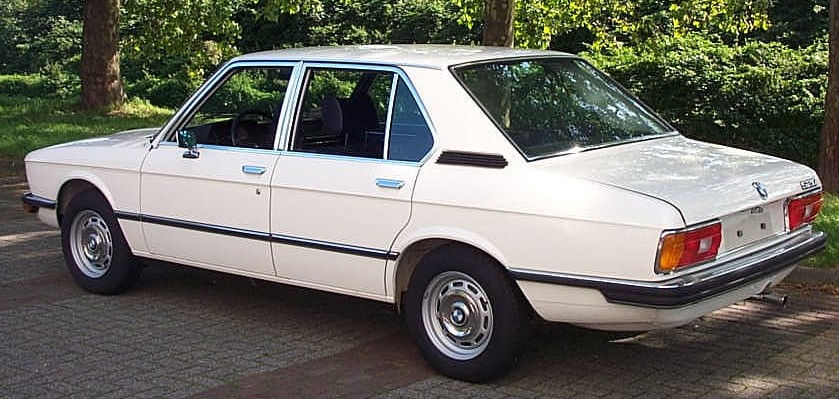
Heckansicht
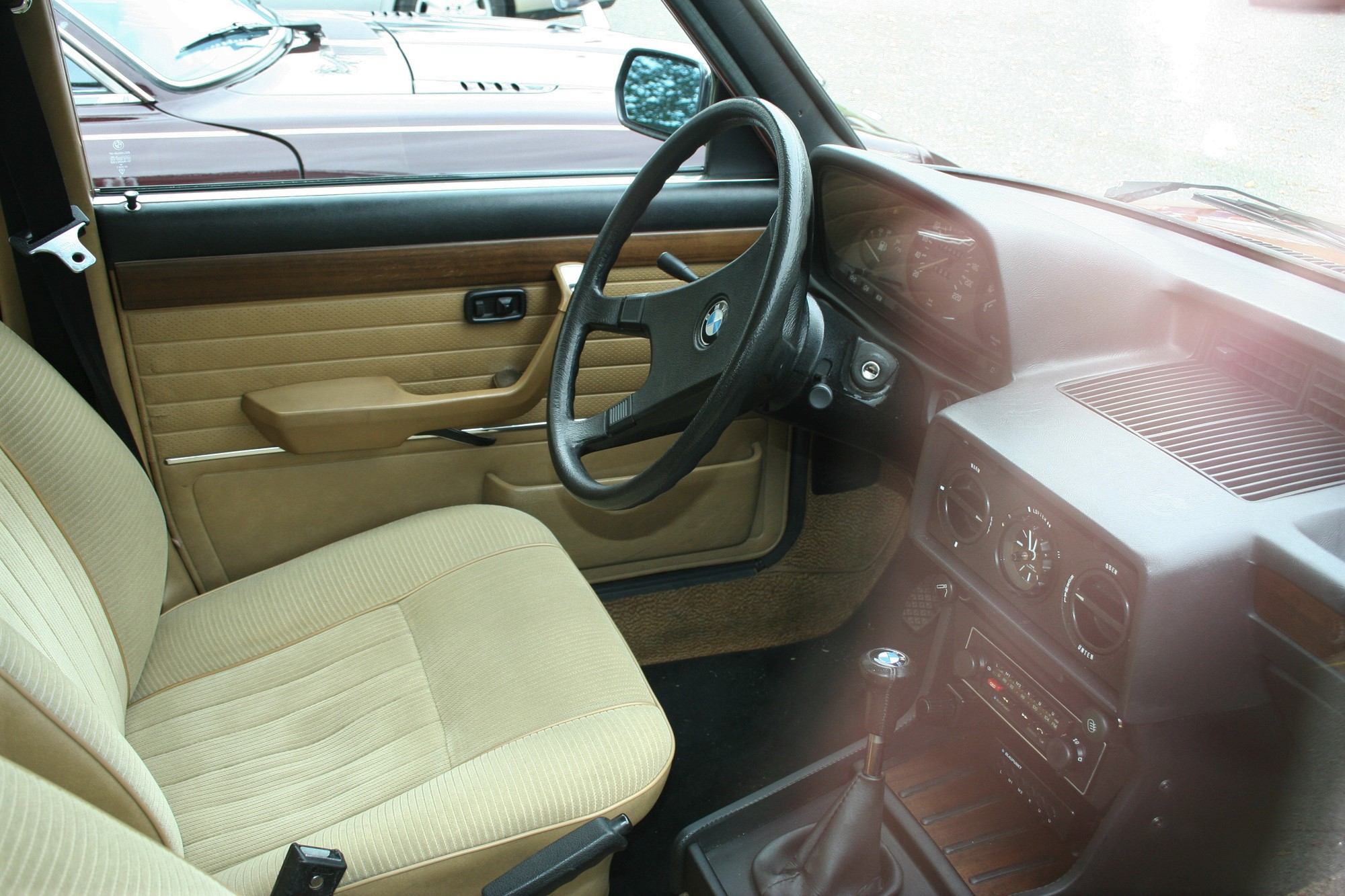
5er-Interieur nach Modellpflege 1976

Ab Sommer 1977 wurde der BMW 520 mit dem neu entwickelten kleinen Sechszylindermotor M20 ausgerüstet.
Im Juni 1981 wurde die Produktion des E12 in Deutschland beendet. Insgesamt wurden 722.435 Exemplare der ersten 5er-Reihe gefertigt.
Nach Einstellung der Produktion in Deutschland übernahm BMW South Africa die Presswerkzeuge aus Deutschland und fertigte fortan den E12 mit der Innenausstattung des Nachfolgemodells E28 noch bis 1985. Dort gab es den 520 mit Zweiliter-Vierzylinder (85 kW/115 PS), den 528 mit Vergasermotor (125 kW/170 PS) und serienmäßiger ZF-Dreigangautomatik sowie den 530 (130 kW/177 PS) mit Vierganggetriebe.
Der BMW E28 löste dann auch in Südafrika den BMW E12 ab und wurde dort bis 1989 produziert.

## Motoren

### Ottomotoren
| Modell   | Motor   | Hubraum  | Zylinder | Leistung bei 1/min       | Drehmoment bei 1/min | Vmax     | Bauzeit             |
| -------- | ------- | -------- | -------- | ------------------------ | -------------------- | -------- | ------------------- |
| 518      | BMW M10 | 1766 cm³ | 4        | 66 kW (90 PS) bei 5500   | 145 Nm bei 3500      | 160 km/h | 05/1974 bis 02/1975 |
| 518      | BMW M10 | 1766 cm³ | 4        | 66 kW (90 PS) bei 5800   | 143 Nm bei 3700      | 160 km/h | 02/1975 bis 08/1976 |
| 518      | BMW M10 | 1766 cm³ | 4        | 66 kW (90 PS) bei 5800   | 143 Nm bei 3700      | 160 km/h | 04/1976 bis 01/1978 |
| 518      | BMW M10 | 1766 cm³ | 4        | 66 kW (90 PS) bei 5800   | 140 Nm bei 3700      | 160 km/h | 01/1978 bis 02/1980 |
| 518      | BMW M10 | 1766 cm³ | 4        | 66 kW (90 PS) bei 5500   | 140 Nm bei 4000      | 160 km/h | 02/1980 bis 05/1981 |
| 520/4    | BMW M10 | 1990 cm³ | 4        | 85 kW (115 PS) bei 5800  | 165 Nm bei 3700      | 173 km/h | 08/1972 bis 02/1975 |
| 520/4    | BMW M10 | 1990 cm³ | 4        | 85 kW (115 PS) bei 5800  | 165 Nm bei 3700      | 176 km/h | 05/1976 bis 03/1979 |
| 520/6    | BMW M20 | 1990 cm³ | 6        | 90 kW (122 PS) bei 6000  | 160 Nm bei 4000      | 180 km/h | 03/1977 bis 06/1981 |
| 520i     | BMW M10 | 1990 cm³ | 4        | 96 kW (130 PS) bei 5800  | 181 Nm bei 4500      | 183 km/h | 08/1972 bis 08/1976 |
| 520i     | BMW M10 | 1990 cm³ | 4        | 92 kW (125 PS) bei 5700  | 175 Nm bei 4350      | 181 km/h | 04/1976 bis 07/1979 |
| 525      | BMW M30 | 2494 cm³ | 6        | 107 kW (145 PS) bei 6000 | 212 Nm bei 4000      | 193 km/h | 06/1973 bis 08/1976 |
| 525      | BMW M30 | 2494 cm³ | 6        | 110 kW (150 PS) bei 5800 | 212 Nm bei 4000      | 193 km/h | 05/1976 bis 02/1977 |
| 525      | BMW M30 | 2494 cm³ | 6        | 110 kW (150 PS) bei 5800 | 208 Nm bei 4000      | 193 km/h | 02/1977 bis 06/1981 |
| 528      | BMW M30 | 2788 cm³ | 6        | 121 kW (165 PS) bei 5800 | 238 Nm bei 4000      | 198 km/h | 11/1974 bis 08/1976 |
| 528      | BMW M30 | 2788 cm³ | 6        | 125 kW (170 PS) bei 5800 | 238 Nm bei 4000      | 198 km/h | 03/1976 bis 09/1977 |
| 528i     | BMW M30 | 2788 cm³ | 6        | 130 kW (177 PS) bei 5800 | 235 Nm bei 4300      | 208 km/h | 01/1977 bis 02/1978 |
| 528i     | BMW M30 | 2788 cm³ | 6        | 135 kW (184 PS) bei 5800 | 240 Nm bei 4200      | 208 km/h | 02/1978 bis 06/1981 |
| M 3.0 *  | BMW M30 | 2985 cm³ | 6        | 132 kW (180 PS) bei 6000 | ? Nm bei ?           | ?        | ?/1974 bis 01/1977  |
| M 3.0i * | BMW M30 | 2985 cm³ | 6        | 147 kW (200 PS) bei 6000 | ? Nm bei ?           | ?        | ?/1974 bis 01/1977  |
| M 3.3i * | BMW M30 | 3210 cm³ | 6        | 147 kW (200 PS) bei 6000 | 290 Nm bei 4250      | 212 km/h | 1974 bis 1977       |
| M 3.5i * | BMW M90 | 3453 cm³ | 6        | 160 kW (218 PS) bei 6000 | 310 Nm bei 4000      | 222 km/h | 1979 bis 1980       |
| M 535i * | BMW M90 | 3453 cm³ | 6        | 160 kW (218 PS) bei 5200 | 310 Nm bei 4000      | 222 km/h | 04/1980 bis 05/1981 |

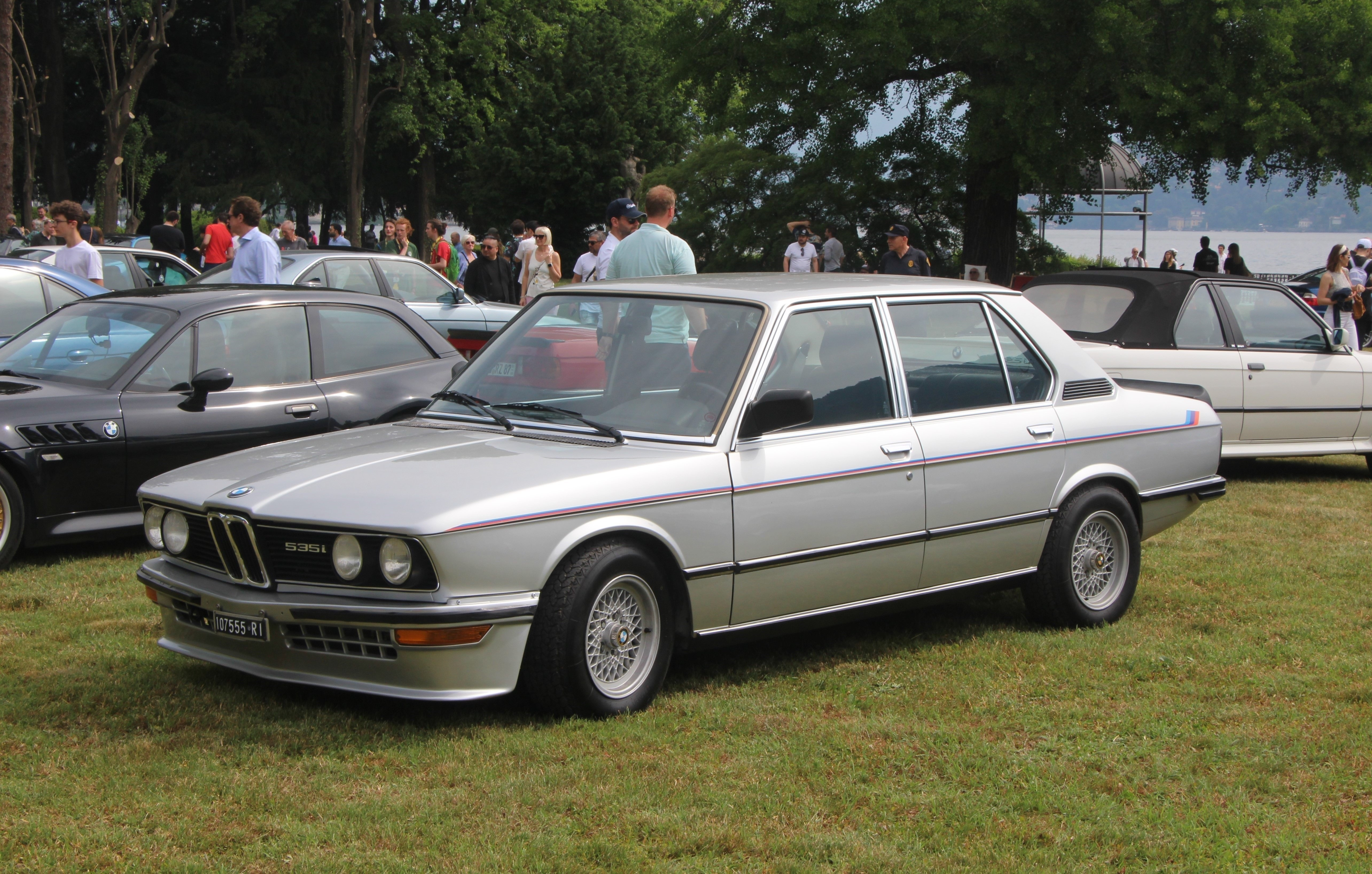
M535i

* Fahrzeuge der BMW Motorsport GmbH (heute BMW M GmbH)

### Alpina
| Modell    | Motor   | Hubraum  | Zylinder | Leistung bei 1/min       | Drehmoment bei 1/min | Vmax     | Bauzeit                      |
| --------- | ------- | -------- | -------- | ------------------------ | -------------------- | -------- | ---------------------------- |
| 520 A4    | BMW M10 | 1990 cm³ | 4        | 114 kW (155 PS) bei 6600 | 201 Nm bei 5000      | 211 km/h | 04/1973 bis -                |
| B7 Turbo  | BMW M30 | 2986 cm³ | 6        | 221 kW (300 PS) bei 6000 | 462 Nm bei 2500      | 251 km/h | 12/1978 bis 02/1982, 149 Stk |
| B7S Turbo | BMW M30 | 3453 cm³ | 6        | 243 kW (330 PS) bei 5800 | 500 Nm bei 3000      | 260 km/h | 11/1981 bis 05/1982, 60 Stk  |

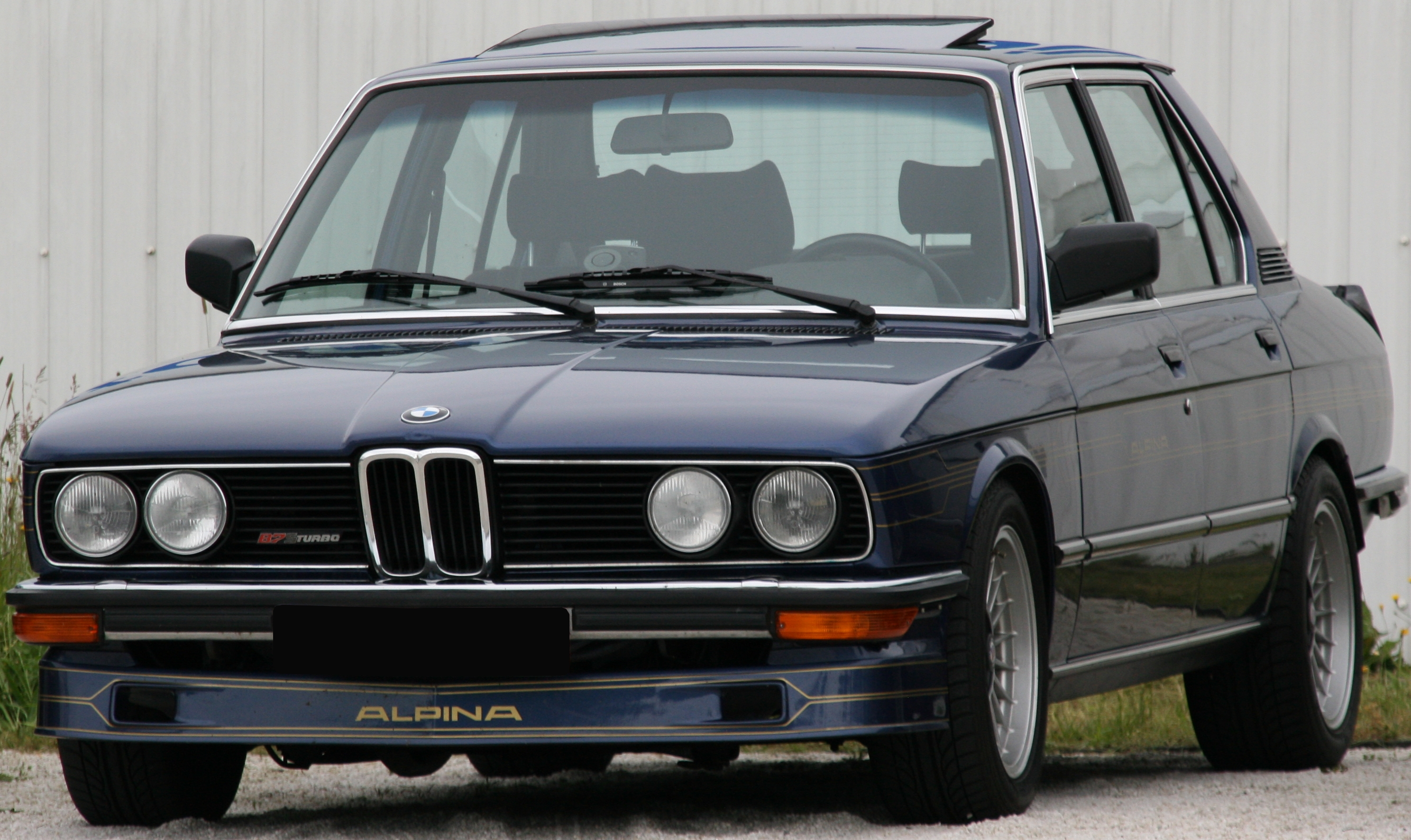
Alpina B7 S turbo

Nach einigen Tuning-Varianten brachte Alpina 1978 den E12 als B7 Turbo heraus, damals die schnellste Limousine der Welt. Sie hatte einen Dreiliter-Turbomotor (BMW M30) mit 221 kW (300 PS). Ab 1981 gab es noch 60 Stück als B7S Turbo mit 3,5 Litern und 243 kW (330 PS).

## Produktion
Anfangs wurde der BMW E12 nur im BMW-Stammwerk München-Milbertshofen gebaut. Nach Inbetriebnahme des neuen Werkes Dingolfing 1973 wurde die Produktion nach und nach dorthin verlegt, der erste 520 lief dort am 27. September 1973 vom Band und 1975 stellte BMW die Produktion des Fünfers in München ein.
Bei BMW South Africa in der Republik Südafrika begann 1974 die Montage der 5er-Limousine aus angelieferten Teilesätzen (Completely Knocked Down). Diese Baureihe wurde dort bis 1985 gefertigt. 1982 erhielt sie die Innenausstattung und die Motoren der neuen Baureihe E28.
Auch in Thailand wurde der E12 von der Yontrakit Corporation aus Fahrzeugbausätzen montiert.
Die BMW Motorsport GmbH (kurz M GmbH) in München baute anfangs auf besonderen Kundenwunsch den BMW 525 bzw. BMW 528 um. Die Fahrzeuge erhielten eine Leistungssteigerung durch den Einbau hubraumstärkerer Motoren. Ab 1980 bot die M GmbH den BMW M535i in größerer Stückzahl an. Dieser 3,5-Liter-Motor entstammte der 7er-Baureihe, war jedoch konstruktiv eng mit dem Dreiliter-Motor verwandt, so dass sich zur Leistungssteigerung ein solcher Umbau anbot.